# Paul H. Brunner
Paul H. Brunner (* 1946) ist ein Schweizer Spezialist für Materialflussanalyse und anthropogenen Metabolismus. Er ist emeritierter Professor und ehemaliger Leiter des Instituts für Wassergüte, Ressourcenmanagement und Abfallwirtschaft der Technischen Universität Wien.

## Werdegang
Brunner studierte Naturwissenschaften an der ETH Zürich und promovierte 1976 mit dem Thema «Beitrag zur Pyrolyse von Cellulose für die Herstellung von Aktivkohlen aus cellulosehaltigen Abfallstoffen». Danach war er mit einem Nationalfondsstipendium am Department for Civil and Environmental Engineering der Stanford University tätig. Von 1979 bis 1989 forschte er an der EAWAG/ETH zu den Themen Abfallwirtschaft und regionaler Stoffhaushalt. 1990 weilte er als Gastwissenschafter an der Carnegie Mellon University in Pittsburgh. 1991 wurde Brunner als ord. Univ. Professor an die TU Wien berufen, wo er bis zu seiner Emeritierung in Forschung und Lehre tätig war. Zwischen 2004 und 2015 war Brunner Leiter des Instituts für Wassergüte, Ressourcenmanagement und Abfallwirtschaft. Er war zusätzlich Visiting Professor an der Universität Novi Sad sowie Mentor Professor an der Aalto-Universität.
Brunner hat einen h-Index von 45.

## Auszeichnungen
(Quelle: )
- 2002: Goldenes Ehrenzeichen für Verdienste um das Land Wien
- 2005: Goldene Ehrennadel des Österreichischen Wasser- und Abfallwirtschaftsverbandes
- 2006: WTERT Waste-to-Energy Research and Teaching Award der Columbia University
- 2014: Depotech Award 2014 der Montanuniversität Leoben
- Am 21. April 2016 wurde Brunner von Bundesminister Reinhold Mitterlehner mit dem "Großen Silbernen Ehrenzeichen für Verdienste um die Republik Österreich" ausgezeichnet.[4][6]

## Bücher
- Peter Baccini, Paul H. Brunner: Metabolism of the anthroposphere. Springer-Verlag, Berlin 1991, ISBN 0-387-53778-3.
- Paul H. Brunner, Helmut Rechberger: Practical handbook of material flow analysis. CRC/Lewis, Boca Raton, FL 2004, ISBN 1-56670-604-1.
- Peter Baccini, Paul H. Brunner: Metabolism of the anthroposphere : analysis, evaluation, design. 2nd ed Auflage. MIT Press, Cambridge, Mass. 2012, ISBN 978-0-262-30132-9.
- Paul H. Brunner, Helmut Rechberger: Handbook of material flow analysis : for environmental, resource, and waste engineers. Second edition Auflage. Boca Raton 2017, ISBN 978-1-315-31344-3.
- Paul H. Brunner, Helmut Rechberger: Handbook of material flow analysis : for environmental, resource, and waste engineers. Second edition Auflage. Boca Raton 2020, ISBN 978-0-367-57409-3.